# Бах, Алексей Николаевич
Алексе́й Никола́евич Бах (до крещения — Абрам Липманович Бак; 5 [17] марта 1857, Лайжево, Шавельский уезд, Ковенская губерния, Российская империя — 13 мая 1946, Москва, СССР) — советский биохимик и физиолог растений, академик Академии наук СССР (с 12 января 1929 г.), Герой Социалистического Труда (1945), лауреат Сталинской премии первой степени, основоположник биохимии в России. Избирался депутатом Верховного Совета СССР, где являлся старейшим по возрасту.

## Биография
Согласно официальным биографическим источникам, Алексей Николаевич Бах родился под именем Абрам Липманович (Авраам Литманович) Бак в местечке Золотоноша Полтавской губернии, в еврейской семье из Шавельского уезда Ковенской губернии; его отец был техником-винокуром. Согласно ревизским сказкам по Шавельскому уезду Ковенской губернии от 27 мая 1858 года, Абель (Абрам) Липманович Бак родился 5 марта 1857 года в местечке Лайжево Шавельского уезда и был пятым ребёнком в семье винокура Липмана Абрамовича Бака (1817—?) и его жены Роды Бак (1824—?). Когда он был ребёнком, семья переехала в Борисполь Переяславского уезда Полтавской губернии. В 10 лет он поступил и в 1875 году окончил Киевскую 2-ю классическую гимназию, где освоил латынь, греческий, французский, немецкий, английский языки. Сдав экзамены в полном объёме гимназического курса (математика, физика, география, история, русская словесность, латынь, немецкий и французский языки), поступил на отделение естественных наук физико-математического факультета Киевского университета.
После ареста по подозрению в покушении на киевского прокурора студента Киевского университета Подольского, в феврале 1878 года начались студенческие беспорядки, в центре которых оказался А. Н. Бах. Тридцать студентов, в том числе и Бах, были уволены из университета на три года без права поступления в другие высшие учебные заведения. В ссылке А. Н. Бах пробыл свыше трёх с половиной лет, сначала в Белозерске Новгородской губернии, а затем в Новомосковске и Бахмуте Екатеринославской губернии, куда его перевели по болезни.
В январе 1882 года он возвратился в Киев и снова стал студентом Киевского университета. Но в феврале 1883 года забросил учёбу и вступил в революционное подполье, киевскую организацию партии «Народная воля». Для облегчения революционной агитации в народных массах принял православие и сменил имя и отчество — сначала на Абрам Николаевич, позже — Александр Николаевич и Алексей Николаевич Бах.
Читал рабочим лекции, в которых пропагандировал социалистические идеи. На основе этих лекций написал книгу «Царь-голод» (1883, 1903; 1905—1907 и 1917 под названием «Экономические очерки»). Разыскиваемый циркуляром Департамента полиции от июля 1883 года № 1829 из-за распространения книги «Царь-голод», скрывался под именем Семёна Андреевича Ващенко в Ярославле.
В марте 1885 года, спасаясь от неминуемого ареста, А. Н. Бах уехал из России. Жил в эмиграции сначала во Франции, США, Швейцарии, где успешно занимался научной деятельностью. Научные труды публиковал с 1893 года.
Летом 1890 года А. Н. Бах женился на Александре Александровне Червен-Водали (1867, Кишинёв — 1950, Москва).
Вёл работу по вопросам клеточного дыхания в Женеве. На одну из работ этого периода в 1897 году сослался в своём докладе во Французской академии наук профессор Поль Шутценбергер. В последующие годы под руководством Роберта Шода (R. Chodat) опубликовал ряд работ по физиологии клеточного дыхания.
В 1900—1901 принимал участие в переговорах о создании партии эсеров, но вступил в партию лишь в 1905 году, когда стал секретарём её заграничного комитета. В 1909—1911 годах был председателем судебно-следственной комиссии партии эсеров, расследовавшей обстоятельства и последствия деятельности секретного сотрудника Департамента полиции Е. Азефа.
25 мая 1917 года вместе с женой отправился из Женевы в Россию, и 18 июня прибыл в революционный Петроград.
В 1918 году А. Н. Бах организовал Центральную химическую лабораторию при ВСНХ РСФСР, преобразованную в 1931 году в Физико-химический институт им. Л. Я. Карпова, директором которого он был до конца жизни. В конце 1920 года по инициативе А. Н. Баха был создан Биохимический институт Наркомздрава с медицинским уклоном. В 1936 году по его же инициативе создаётся журнал «Биохимия», первый журнал на биохимическую тематику в СССР, редактором которого он становится.
С 1928 года возглавлял Всесоюзную ассоциацию работников науки и техники. В 1935 году организовал совместно с А. И. Опариным Институт биохимии АН СССР, был его директором (с 1944 институт носит имя Баха). С 1932 года президент Всесоюзного химического общества им. Д. И. Менделеева. В 1939—1945 годах академик-секретарь Отделения химических наук АН СССР.
Являлся старейшим членом Академии наук. В 1939 году именно он внёс предложение об избрании Сталина почётным членом Академии наук:

«Мы, представители науки нашей страны, поднятой Лениным и Сталиным на небывалую высоту, считали бы великой честью и почётом включить имя, дорогое и близкое нам, авторитетное для всех учёных мира, — имя Сталина в число почётных членов Академии Наук».

Как старейший депутат Верховного Совета СССР 1-го созыва, был удостоен чести открыть первую сессию Совета Союза 12 января 1938 года.
Указом Президиума Верховного Совета СССР от 10 июня 1945 года за выдающиеся заслуги в области биохимии, в частности за разработку теории реакций медленного окисления и химии ферментов, а также за создание научной биохимической школы Алексею Николаевичу Баху присвоено звание Героя Социалистического Труда с вручением ордена Ленина и золотой медали «Серп и Молот». Является старейшим (по дате рождения) Героем Социалистического Труда.
Умер 13 мая 1946 года на 90-м году жизни. Похоронен на Новодевичьем кладбище в Москве.

## Семья
- Жена — Александра Александровна Червен-Водали (1867—1950), сестра министра колчаковского правительства А. А. Червен-Водали.
  - Дочь — Лидия Алексеевна Бах (1893-1974), автор книги «Алексей Николаевич Бах» (совместно с А. И. Опариным, М.: Издательство АН СССР, 1957).
  - Дочь — Наталия Алексеевна Бах (1895—1979), ученица А. Н. Фрумкина, доктор химических наук (1943), заведующая Отделом радиационной химии Института электрохимии АН СССР, профессор МГУ, автор монографии «Электропроводность и парамагнетизм полимерных полупроводников» (М.: Наука, 1971); первым браком замужем за Константином Алексеевичем Николаевым (1888—1941)[20].
  - Дочь — Ирина Алексеевна Бах-Балаховская (1901—1991), доктор исторических наук, сотрудница Института марксизма-ленинизма; была замужем за профессором Сергеем Даниловичем Балаховским (1896—1957), доктором медицинских наук, заведующим кафедрой биохимии Ростоского медицинского института и Третьего московского медицинского института, лабораторией Института биохимии им. А. Н. Баха АН СССР, лауреатом Сталинской премии (1946), сыном киевского сахарозаводчика и мецената Даниила Григорьевича Балаховского (1863-1931)[21].
    - Внуки — биохимик Игорь Сергеевич Балаховский (1925—2018), доктор медицинских наук, профессор кафедры физики живых систем факультета общей и прикладной физики Московского физико-технического института (1965), автор монументальной монографии «Методы химического анализа крови» (3-е издание М.: Медгиз, 1953—747 с., в соавторстве с отцом, С. Д. Балаховским), книги «Обмен веществ в экстремальных условиях космического полёта и при его имитации» (М.: Наука, 1973), научных трудов по лабораторной медицине и физиологии, один из первых участников семинара И. М. Гельфанда по физиологии (1959), председатель Московского научного общества врачей-лаборантов (1981—1993)[22]; Сергей Сергеевич Балаховский (1927-2019), инженер-изобретатель. Кирилл Константинович Николаев (1927-1967), инженер.
- Племянником А. Н. Баха был видный гигиенист и эпидемиолог, академик АМН СССР Захарий Григорьевич Френкель; его старший брат, народоволец Яков Григорьевич Френкель (1861—1936), в середине 1880-х годов в Киеве проходил по одному делу («процессу 21-го») с А. Н. Бахом[23][24].
- Племянница А. Н. Баха (сестра З. Г. Френкеля) — издательский работник Евгения Григорьевна Френкель (в замужестве Левицкая, 1880—1961), была одним из первых читателей романа М. А. Шолохова «Тихий Дон» и способствовала его публикации в издательстве «Московский рабочий», где служила заведующей отделом; состояла в многолетней переписке с М. А. Шолоховым, ей посвящён его рассказ «Судьба человека»; была замужем за революционером К. О. Левицким (1868—1919), их дочь Маргарита была женой военинженера 1-го ранга И. Т. Клеймёнова[25][26].

## Награды и звания
- почётный доктор Лозаннского университета (1917)[27]
- премия имени В. И. Ленина (1926)[27]
- Орден Трудового Красного Знамени (1929)
- Орден Ленина (16 марта 1937) — за выдающиеся заслуги в области биохимии, особенно по обслуживанию нужд промышленности и в связи с 50-летием научной деятельности[27]
- Сталинская премия I степени (13 марта 1941) — за выдающиеся научные работы в области биохимии, опубликованные в сборнике избранных трудов автора в 1937 году
- Орден Ленина (20 октября 1943) — за выдающиеся заслуги в области науки и многолетнюю научную деятельность
- Почётный член Королевского общества химической промышленности в Лондоне (1943)[27]
- Почётный член Американского химического общества (1943)[27]
- Герой Социалистического Труда (10 июня 1945) — за выдающиеся заслуги в области биохимии, в частности за разработку теории реакций медленного окисления и химии ферментов, а также за создание научной биохимической школы
- Орден Ленина (10 июня 1945) — за выдающиеся заслуги в области биохимии, в частности за разработку теории реакций медленного окисления и химии ферментов, а также за создание научной биохимической школы

## Память
- Институт биохимии имени А. Н. Баха РАН
- В честь А. Н. Баха названы улицы Киеве (Днепровский район), Золотоноше, Днепре (Соборный район), Нижнем Новгороде, Бердянске.
- Имя носили грузо-пассажирский пароход Волжского речного пароходства (бывший "Христофор Колумб" общества "Русь", построенный в 1897 году на Сормовском заводе. К настоящему времени утилизирован) и малый морской танкер проекта 14321 Тихоокеанского флота ВМФ СССР.
- В 1957 году была выпущена почтовая марка, посвящённая 100-летию со дня рождения А.Н. Баха[28].

### Научные труды
- Об активном водороде. — Сб. работ по чистой и прикл. химии.— Тр. Хим. ин-та им. Л. Я. Карпова, 1925.
- А. Н. Бах, Е. П. Алексеева, В. П. Древинг О первых уловимых продуктах каталитического распада сахаров в бескислородной среде — Биохимия. — 1936. — Т.1, № 1. — С.75-93.
- Биологическое и технологическое значение ферментативных процессов — Известия АН СССР. — 1936. — № 4. — С.627-638.
- А. Н. Бах, Д. М. Михлин Биохимический синтез лимонной кислоты Известия АН СССР. — 1938. — № 5. — С.991-993.
- Собрание трудов по химии и биохимии. М., 1950. — 648 с.